# Rio da Bulha
Der Rio da Bulha ist ein etwa 130 km langer linker Nebenfluss des Rio Ivaí im Inneren des brasilianischen Bundesstaats Paraná.

## Etymologie
Der Name Rio da Bulha bedeutet auf Deutsch Streitfluss: rio = Fluss und bulha = Streit. Wenige Kilometer oberhalb der Bulhamündung liegt im Rio Ivaí ein Wasserfall gleichen Namens: Salto do Bulha.

## Geografie

### Lage
Das Einzugsgebiet des Rio da Bulha befindet sich auf dem Terceiro Planalto Paranaense (Dritte oder Guarapuava-Hochebene von Paraná).

### Verlauf
Sein Quellgebiet liegt im Munizip Manoel Ribas auf 824 m Meereshöhe etwa 10 km nordwestlich des Hauptorts von Manoel Ribas in der Nähe der PRC-466. Der geografische Mittelpunkt des Staats Paraná liegt etwa 35 km südlich des Ursprungs in Pitanga.
Der Fluss verläuft in nördlicher Richtung.
Er fließt im Munizip São João do Ivaí von links in den Rio Ivaí. Er mündet auf 312 m Höhe. Die Entfernung zwischen Ursprung und Mündung beträgt 63 km. Er ist etwa 130 km lang.

### Munizipien im Einzugsgebiet
Am Rio da Bulha liegen die sieben Munizpien
- Manoel Ribas
- Arapuã (links)
- Ivaiporã (rechts)
- Jardim Alegre
- Godoy Moreira (links)
- Lunardelli
- São João do Ivaí.